# Paris Masters 2004
Il Paris Masters 2004 (conosciuto anche come BNP Paribas Masters per motivi di sponsorizzazione) è stato un torneo di tennis che si è giocato sul Sintetico indoor. È stata la 33ª edizione del Paris Masters, che fa parte della categoria ATP Masters Series nell'ambito dell'ATP Tour 2004. Il torneo si è giocato nel Palais omnisports de Paris-Bercy di Parigi in Francia, dall'1 al 6 novembre 2004.

## Campioni

### Singolare
Marat Safin ha battuto in finale  Radek Štěpánek con il punteggio di 6–3, 7–6, 6–3

### Doppio
Jonas Björkman /  Todd Woodbridge hanno battuto in finale  Wayne Black /  Kevin Ullyett con il punteggio di 6–3, 6–4